# Ronde van Senegal
De Ronde van Senegal (Tour du Sénégal) is een wielerwedstrijd in Senegal en maakt deel uit van de UCI Africa Tour. De wedstrijd wordt sinds 2001 elk jaar in de september of oktober georganiseerd.

## Lijst van winnaars

### Overwinningen per land
| Overwinningen | Land                                             |
| ------------- | ------------------------------------------------ |
| 3             | Frankrijk                                        |
| 2             | Algerije, Italië, Marokko                        |
| 1             | België, Letland, Namibië, Polen, Rwanda, Senegal |

2005 · 
2006 · 
2007 · 
2008 · 
2009 · 
2010 · 
2011 · 
2012 · 
2013 ·
2014 · 
2015 ·
2016 ·
2017 ·
2018 ·
2019 ·
2020 ·
2021 ·
2022 ·
2023 ·
2024 ·
2025
Belangrijkste wedstrijden

Ronde van Burkina Faso · La Tropicale Amissa Bongo · Ronde van Kameroen · Ronde van Marokko · GP Chantal Biya · Ronde van Rwanda